# 24/7 (album GusGus)
24/7 – wydany 15 września 2009 roku przez kolońską wytwórnię Kompakt siódmy album studyjny islandzkiej grupy GusGus. Pierwszy singiel, "Add This Song", został wypuszczony 22 lipca 2009.

## Lista utworów
1. "Thin Ice" – 8:24
2. "Hateful" – 9:37
3. "On the Job" – 10:50
4. "Take Me Baby" (feat. Jimi Tenor) – 3:58
5. "Bremen Cowboy" – 7:51
6. "Add This Song" – 11:35